# مهدی ژیلبر
مهدی ژیلبر (انگلیسی: Mahdi Gilbert؛ زادهٔ ۱۹۸۹) شعبده‌باز اهل کانادا است. ژیلبر بدون دست و پا زاده شده امُا به خاطر تردستی‌هایش معروف شده‌است. او پس از بردن در مسابقه پن و تلر: گولمون بزن! معروف شد.